# Hafnia Forsikring
Forsikringsselskabet Hafnia blev stiftet i 1872 af den bemærkelsesværdige T.N. Thiele, der var dets matematiske direktør til sin død i 1910. Hafnia var det første danske livsforsikringsselskab. Senere blev forretningen udvidet med skadesforsikringsvirksomhed.I 1974 fusionerede Hafnia med forsikringsselskabet Haand i Haand (stiftet 1890).

## Finansielt supermarked
Under ledelse af Per Villum Hansen, der blev administrerende direktør i 1979, forfulgte Hafnia gennem 1980'erne og begyndelsen af 1990'erne en ekspansiv strategi. Målet var at opbygge en finansiel koncern, hvor forsikring og bankvæsen blev kombineret med andre finansielle aktiviteter. I 1984 etablerede Hafnia et holdingselskab (Hafnia Invest, senere navneændring til Hafnia Holding), der kunne fungere som moderselskab for selskaber, som opererede i forskellige brancher. I 1986 etablerede Hafnia en bank (Hafnia Bank). I 1987 købte Hafnia Fællesbanken for Danmarks Sparekasser, der tidligere havde været ejet af de danske sparekasser. Fællesbanken blev lagt sammen med Hafnia Bank og ændrede navn til Hafnia Erhvervsbank. I 1983 købte Hafnia et amerikansk forsikringsselskab og i 1984 et britisk.
I perioden fra december 1989 til slutningen af 1991 foretog Hafnia store aktieopkøb i Baltica-koncernen. Det var målet med Hafnias opkøb at fusionere Hafnia og Baltica for hermed at skabe et selskab, der havde en tilstrækkelig størrelse til at kunne konkurrere på det europæiske marked. Ledelsen i Baltica afviste imidlertid at fusionere med Hafnia. 
Hafnia så sig herefter om efter nye muligheder for at opbygge et forsikringsselskab af europæisk betydning. I november 1991 indgik Hafnia en aftale med Norges største forsikringsselskab, UNI Storebrand. Det var målet at skabe en stor nordisk forsikringsgruppe, som ud over Hafnia og UNI Storebrand også skulle bestå af det svenske selskab Skandia og af det finske selskab Pohjola. Hafnia og UNI Storebrand overtog fra den svenske S-E-Banken (det senere SEB) en stor aktiepost i Skandia, og der foretoges yderligere opkøb af Skandia-aktier i markedet. Skandias ledelse under koncernchefen Björn Wolrath nægtede imidlertid at indgå i en fusion. 
Hafnias store aktiekøb i Baltica og Skandia var blevet finansieret med store lån, i første række fra Den Danske Bank. Der var tyngende renteudgifter på lånene. Hafnias egenkapital blev reduceret yderligere på grund af kursfald på aktierne i Baltica og Skandia. Ved begyndelsen af 1992 besluttede Den Danske Bank at standse for yderligere lån, og det var samtidig svært for Hafnia at rejse finansiering fra andre kilder. Det besluttedes på denne baggrund at sælge Hafnia til Skandia, og der blev indgået en aftale om overtagelsen med Skandia.
I et forsøg på at lette finansieringsproblemerne i koncernens moderselskab Hafnia Holding havde Hafnia Holding ulovligt optaget lån hos koncernens forsikringsselskaber. De ulovlige aktionærlån indebar en forringelse af sikkerheden for forsikringskunderne. Transaktionen medførte, at Per Villum Hansen den 8. april 1992 blev fyret sammen med den viceadministrerende direktør Henrik Klæbel.

## Hafnia-sagen
Hafnia-koncernen offentliggjorde 9. april 1992 et dårligt årsregnskab for 1991 og oplyste samtidig, at der var etableret kontakt mellem Hafnia og det svenske forsikringsselskab Skandia om en fusion af de to selskaber med Skandia som den overtagende part.
I forlængelse heraf kontaktede Lønmodtagernes Dyrtidsfond (LD) og Kommunernes Pensionsforsikring (KP), der var aktionærer i Hafnia, en række andre Hafnia-aktionærer. De pågældende aktionærer afholdt en række møder og fandt ikke ombytningsforslaget fra Skandia tilstrækkelig attraktivt. LD og KP foreslog i stedet en kapitaludvidelse med henblik på at videreføre Hafnia som en selvstændig dansk virksomhed (den ”danske løsning”).
På baggrund af modstanden fra aktionærerne besluttede Hafnias bestyrelse at opgive planen om en fusion med Skandia. Der var også tvivl om, hvorvidt Skandia i sidste ende ville stå fast ved fusionen. Gruppen af danske institutionelle aktionærer overtog derefter tre pladser i Hafnias bestyrelse. Den hidtidige bestyrelsesformand Ebbe Christensen blev erstattet af Holger Lavesen, direktør for DONG, mens Olav Grue (hidtidig direktør i Finansieringsinstituttet for Industri og Håndværk) blev ny administrerende direktør.
Den nye ledelse i Hafnia besluttede at gennemføre en aktieemission på 1,5 mia. kr. for at styrke selskabets kapital og derved sikre dets overleven. De væsentligste aktører i Hafnia-emissionen var Hafnia Holding, et emissionskonsortium (Den Danske Bank, den franske bank Paribas og LD's fondsmæglerselskab Bjørnskov & Co), et garantikonsortium (Den Danske Bank, Paribas, Bjørnskov & Co samt Bikuben), nogle undergaranter (LD og en række andre Hafnia-aktionærer) og nogle almindelige investorer, herunder ATP.
Den Danske Bank fremsendte den 14. maj 1992 anmodning til LD om underskrivelse af bindende tegningstilsagn. LD blev gjort opmærksom på, at rammeaftalen af 8. maj 1992 mellem Hafnia Holding og Den Danske Bank bl.a. indeholdt følgende passus (utilrådelighedsklausulen):
Det er en forudsætning for gennemførelsen af emissionen, at der ikke inden den 11. juni kl. 16.00 indtræffer begivenheder, der efter selskabets eller Den Danske Banks skøn vil gøre gennemførelsen utilrådelig.
Tabene på porteføljen af aktier i især Baltica Holding og Skandia fortsatte imidlertid.
Primo juni 1992 besluttede Hafnia Holding, at kapitaltilførslen skulle forhøjes fra ca. 1,5 mia. kr. til ca. 1,9 mia. kr. Den 16. juni 1992 blev Hafnia Holdings børsprospekt udsendt.
Ved den nye ledelses gennemgang af Hafnia viste det sig, at der var foregået køb af større aktieposter i danske selskaber, uden at der var givet meddelelse til fondsbørsen. Endvidere havde Hafnia indgået en aftale med fodboldklubben IF Brøndby, som betød, at Hafnia skulle købe aktiemajoriteten i banken Interbank. Aftalen var ikke blevet bogført. Aktiekøbene medførte stor negativ medieomtale, hvilket betød, at aktieemissionen blev udskudt.
Den 1. juli 1992 blev Hafnia Holdings aktier suspenderet fra noteringen på fondsbørsen.
Hafnia Holdings egenkapital faldt fra årsskiftet 1991/92 og frem til den 2. juli 1992 fra ca. 3 mia. kr. til minus 400 mill. kr. Med den negative egenkapital havde Hafnia Holding på tidspunktet for emissionen den 6. juli 1992 en negativ regnskabsmæssig værdi. Den Danske Bank havde i april 1992, før Hafnia Holdings regnskab for 1. kvartal 1992 var offentliggjort, vurderet, at der krævedes en kapitaltilførsel på 1-2 mia. kr., og egenkapitalen ville på baggrund af Hafnia Holdings årsregnskab for 1991 således have udgjort mellem 4 og 5 mia. kr. Ved børsprospektets udsendelse var egenkapitalen opgjort positiv med 400 mill. kr., og egenkapitalen ville med en kapitaltilførsel på 1,9 mia. kr. udgøre ca. 2,3 mia. kr.
Handelen med tegningsretter blev udskudt to gange. Oprindelig skulle tegningen havde fundet sted den 12. juni 1992, men tegningen blev i forbindelse med udvidelsen af kapitaltilførslen udskudt til den 2. juli 1992 og endelig til den 6. juli 1992 på baggrund af suspensionen af Hafnia Holdings aktier fra noteringen.
Suspensionen af Hafnia Holdings aktier blev ophævet den 6. juli 1992 om morgenen, og tegning af aktier fandt sted i dagene 6. til 20. juli 1992.
Hafnia Holding trådte den 19. august 1992 i betalingsstandsning og blev den 10. maj 1993 erklæret konkurs. En del af virksomheden, herunder forsikringsselskaberne, blev skudt ned i et datterselskab, der kunne køre videre, den såkaldte Hafnia-model (eller på daværende tidspunkt omtalt som B&W-modellen).
ATP deltog som almindelig investor, men afgav bindende tegningstilsagn den 11. juni 1992.
LD ejede primo 1992 knap 17 mill. kr. af den nominelle aktiekapital i Hafnia Holding og endte efter aktieemissionen med at være største aktionær med aktier på lidt over 416 mill. kr. – eller godt 14,5 % – af den nominelle aktiekapital. ATP ejede primo 1992 ca. 61 mill. kr. af den nominelle aktiekapital, mens fonden efter aktieemissionen havde godt 161 mill. kr. af den nominelle aktiekapital.
Ved konkursen mistede aktionærerne hele den investerede kapital. Sammenbruddet i Hafnia var et af de største finansielle sammenbrud under finanskrisen, der ramte Danmark i slutningen af 1980'erne og begyndelsen af 1990'erne (se artikel om finanskrisen 1988-1994).
I 1993 aftaltes det, at forsikringskoncernen Codan skulle overtage forsikringsselskaberne i Hafnia-koncernen for én krone samt overtage forsikringsselskabernes forpligtelser. Siden videresolgte Codan Hafnias livsforsikringsvirksomheden til den svenske SEB-koncern, som i 2003 fortsatte driften under navnet SEB Pension.
Den Danske Bank indrykkede i 1996 annoncer i dagspressen, hvor banken under overskriften ”Svar på tiltale” forsvarede sig mod beskyldninger om at have søgt kapital tilført Hafnia for at gavne sin egen stilling som kreditor.
Visse pensionskasser, der havde optrådt som undergaranter, og LD overvejede, om der ville være grundlag for en erstatningssag mod bestyrelsen, emissionsbanken eller de involverede rådgivere. Ingen sådanne sager blev rejst i første omgang.
Derimod dannede mellem 800 og 900 utilfredse Hafnia-aktionærer to investorforeninger omkring to private aktionærer og stævnede Den Danske Bank, Hafnias ledelse samt revisorerne KPMG, C. Jespersen og Grothen & Perregaard på baggrund af prospektet, som opfattedes som misvisende. I 1999 dømtes Den Danske Bank og Hafnias revisorer af Sø- og Handelsretten til at erstatte de godt 28.000 kr., som de to investorer havde tabt. Ledelsen blev derimod frikendt. De dømte ankede sagen. På baggrund af Sø- og Handelsrettens dom stævnede LD og KP Hafnias konkursbo, Hafnias revisorer og Den Danske Bank med et krav om erstatning på hhv. 416 og 332 mio. kroner.
Højesteret fandt i ankesagen i 2002, at prospektet ikke led af sådanne mangler, at der kunne pålægges nogen af de involverede erstatningsansvar. Derefter opgav LD og KP erstatningssagerne. Juristernes og Økonomernes Pensionskasse (JØP), Magistrenes Pensionskasse, Danske Civil- og Akademiingeniørers Pensionskasse (DIP) og Ingeniør-Sammenslutningens Pensionskasse opgav tilsvarende krav mod Danske Bank om erstatning af tab på samlet 80 mio. kr., der havde været begrundet i Danske Banks manglende udnyttelse af utilrådelighedsklausulen.
I november 2003 afsluttedes konkursboet med en dividende til kreditorerne på 38%. De største kreditorer var Commerzbank og Danske Bank med fordringer hver på godt 1 mia. kr.